# 最近朝鮮事情
最近朝鮮事情（さいきんちょうせんじじょう）とは、日韓併合前夜に朝鮮半島を視察した当時の衆議院議員荒川五郎によって書かれたルポルタージュである。1906年（明治39年）に清水書店から刊行された。20世紀初頭の朝鮮半島の人々の様子や文化が忌憚ない筆致で描かれており、当時を伝える貴重な資料となっている。

## 内容

### 朝鮮人の迷信
- 朝鮮人は病気とかその他吉凶禍福の事など多くは皆迷信に支配させられて、医薬よりも祈祷、勤勉よりも祈願、戒憤よりも呪いという有様で、為に身を損ない身代を失い困難に陥るものはドレだけか分からない。
- 朝鮮人の恐れて居る天然痘は疱瘡の神が自分の飢えを凌ごうが為に、やって来るのであるという所から、一家内の中に天然痘で死ぬものがあると、その死骸を藁包みにして門外の塀に懸けて置いたり、又は山の樹の間などに懸けて置いて、その肉が腐れるままに打ち捨て置き、漸く骨の現れる時になってから弔いする。

### 朝鮮の山・川
- 釜山に上陸し、龍頭山に上りて四方の島山を望み、又草梁から汽車に乗って行きつつ、車窓から四方の山々の禿げて木の無い所、出水の度毎に田畑を荒らして居る所などを見ては、誰でも朝鮮には山も無いが川も無いという感じを生ずるであろう。
- 朝鮮ではまだ治水という考えが無いらしい。全国一体に川は多いが、今ある川でも大水が出ればどう変わるか分からない。少し手を入れれば水流れが定まって、この辺り立派な土地が出来る。安心して稲や麦を作ることが出来ようと思う所でも、一向平気に打っちゃってある。朝鮮に川無しと申してもやむを得んでは無いか。
- 山高きが故に貴からずで、朝鮮の山という山は殆ど禿げ山であるから、朝鮮に山無しと言うても差し支えなかろう。
- 伐っては遣い取って炊き、そうして如何に禿げようが如何しようが構わず、植林など更に考えるどころか我一がちに互いに競うて伐り取りて顧みなかったものであるから、それで遂に今日のような哀れな有様を呈するに至る。従って川にも影響して来た次第であろうと思われる。

### 朝鮮の人
- 朝鮮人は一体に男子は顔が長くて、気の長いのを表している。しかし女の顔は短いのが多いようだ。口元や顔の按排式は何処と無く無頓着のたちが見えて、実に衛生だの病気だの無頓着千万、そこになると悪く言うようだが人間よりか獣に近いと言ってもよいようである。
- 道を歩くにもノソリノソリ牛が歩むように、又わけもなく道ばたの名も知れぬ草の芽など取って食っている。大きな棒でなぐられてもシイて痛そうにもせず、あちらに行け邪魔になると追いまくられてもブラリブラリ愚図ついている有様などは、牛に近いと言ってよい。
- 雨の降る日には仕事はしない方で、又寒い日など終日家の中で、遊惰にふけり雑談して、人の責務とか、勤労とか、時間の大事な事など更に観念は無いらしい。
- 朝鮮人を雨の日にも働かそうと思えば、雨の関係を究めねばなるまい、即ち雨が降っても田野や道路が水にならないように、仕事をしようと思えば出来るように、治水即ち河川の修理をしてやらねばならないと思う。今日の有様ではまず雨の日には仕事をしようと思っても出来ない所が多い。もっとも何処も何処もそういう訳では無いから、その元は彼らの柔惰無気力によるのは言うまでも無い、雨水の氾（はび）こるのを打ち捨ておくのも実にその怠惰からである。
- 五六人以上朝鮮人がいるうちには必ず一二人は痘痕（あばた）のものがある。これは衛生の思想の無い明らかな証拠で、天然痘が流行しても種痘をしてこれを予防するなどの考えもなければ、又その道も開けていない。
- 朝鮮人の不潔と来たら随分ヒドイ。てんで清潔とか衛生とかいう考えは無いから、如何に不潔な家でも、如何に不潔な所でも一向に平気で、濁った水でも構わないどころか、小便や大便の汁が交じっていても、更に頓着せずにこれを飲む。実に味噌も糞も朝鮮人には一所である。
- 家を造るに、壁土の中に馬糞などを混ぜて喜んでこれを塗る。その訳は馬糞をまぜると壁が堅くなって泥が落ちにくいと言うている。
- 更に驚くべく信じがたい程であるのは、朝鮮人は小便で顔を洗い、気目がよくなると言うている。又小便は腎虚や肺結核や解熱等に有効だと言ってこれを用い、又強壮剤だと言って無病のものでも飲んでいる。いよいよ病気が重くて生きられまいという時は、大便を食べさすというとも聞いている。何と驚かしいことでは無いか。
- 塵やゴミがばらけてようが、物が腐って臭かろうが、食い物には蠅がたかって汚しても、更に何とも思わないで、年中風呂に入るの、湯を使うのいうことは無い。
- 小便壺は大抵室の中に置いてあって、大人でも子供でも、客の前であろうが、誰が居ても構わずジャアジャアと小便する。又その小便器を口の側に持って寄せて唾を吐き込む。彼らは久しい慣習で、別に何とも思わぬらしいが、日本人の眼から見れば如何にも見苦しい、たまったもので無い。
- 朝鮮人は又概して勤勉貯蓄の思想が極めて乏しい、チョット見た所では仕事をする者は無いか知らんと思われる程、用も無いのに長いキセルを持ってブラリブラリしているのを到る所に見るのである。
- 朝鮮人は至って遊惰安逸をむさぼり、その日さえ過ごさるれば骨を折って仕事をしようという考えも無いから、雑談にも困り無事に苦しむことがあっても、田舎などには娯楽に供する寄席のような手軽い便利な遊覧場などの、耳や目を喜ばすものも無く、ようやく盆栽をいじくったり、将棋カルタを弄ぶ位が主な楽しみで、その他は昼寝やら煙草をふかしなどして、その日を送るのである。

### 朝鮮の国体
- 大韓国は他の国と違うて、その王室は決して国民とその休戚を共にするということは無く、只貴族のみは王室と利害を共にして居るようであるが、それでも国王の信任を得たものはその恩沢にも預かって利益もうけるが、その他はそうでない。であるから誰も彼も国王に取り入ろうとして、種々に魂胆をめぐらし、運動やら紛争軋轢実に醜状を極め、従ってその間に立って侍女や宦官、宦妓、巫女などが旨いことをやるのである。
- 常民もまた国の為などいう観念は毛頭も無いので、余計に儲ければそれだけまた余計に取り立てられて手元には残らないからというので、怠けられるだけは怠け、遊ばれるだけは遊び、田や畑や山や林やなど、これを仕立てたり、手をかけて、確実な財産を作ろうなどという考えは無いらしい。この点が即ち朝鮮の今日の有様を致す所以でもあろうか。